# Mouette atricille
Leucophaeus atricilla
Espèce
Statut de conservation UICN

 LC  : Préoccupation mineure
Synonymes
- Larus atricilla

La Mouette atricille (Leucophaeus atricilla) est une espèce d'oiseaux de la famille des Laridae. Reconnaissable à sa tête noire durant la période nuptiale, elle vit sur les côtes américaines, du Maine au nord de l'Amérique du Sud ainsi que dans les Caraïbes.

## Étymologie
Le nom scientifique de la mouette atricille vient du grec leukophaios, signifiant gris clair, et du latin ater (noir) et cilia (queue).
Son nom anglais est Laughing Gull, qui se traduit par « mouette rieuse », mais ce nom français est porté par une autre espèce européenne.

## Description

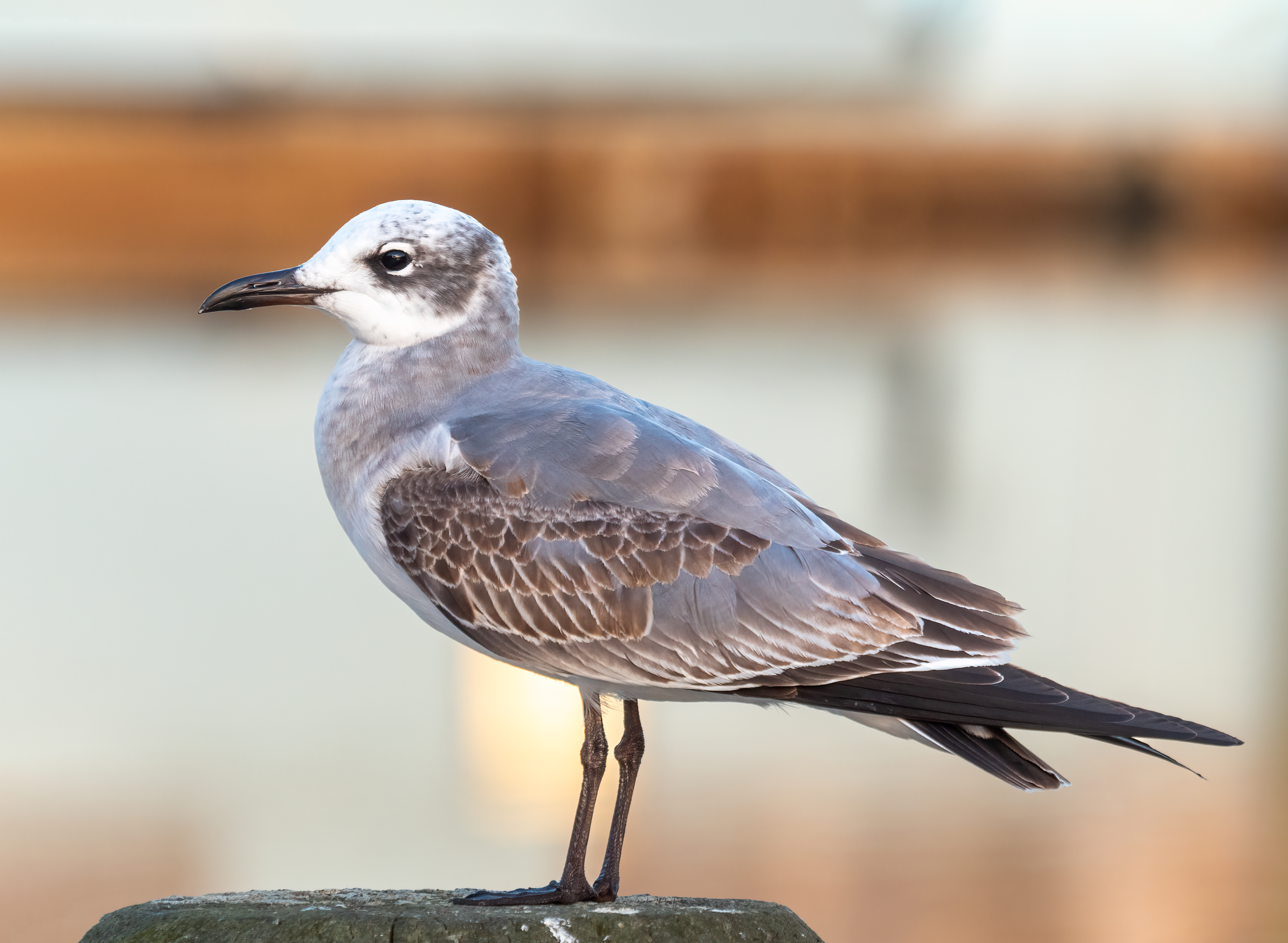
Mouette atricille à son premier hiver vers Peconic Bay près de New York. Octobre 2022.

L'adulte en plumage nuptial a le bec et la tête gris sombre à noir avec des anneaux oculaires blancs, le cou et le dessous du corps blancs, le dos gris foncé et les rémiges noirâtres. En plumage internuptial, la tête est davantage marquée de blanc.
L'immature a la tête blanche et grisâtre tandis que le reste du corps est brunâtre, noirâtre et blanc sale.
Son cri ressemble à un ricanement (d'où son nom anglais).

## Répartition et habitat

Aire de nidification
Aire résidente
Aire d'hivernage

### Répartition
Cet oiseau vit à l'année dans les Antilles et les côtes du golfe du Mexique et de l'est de l'Amérique du Nord. Les individus vivant au-delà de la Caroline du Nord (sur la côte et dans les Grands Lacs) sont migrateurs, et hivernent en Amérique centrale et les côtes du nord de l'Amérique du Sud.

### Habitat
La mouette atricille peut nicher dans différents habitats côtiers, allant des marais aux îles rocheuses. Elle reste en général cantonnée au littoral, bien qu'on puisse également la trouver occasionnellement dans des lacs ou rivières.

## Écologie et comportement

### Alimentation
La mouette atricille se nourrit de tous types d'invertébrés aquatiques et terrestres, incluant de nombreux insectes, des crabes et des vers de terre, ainsi que de poissons et calamars ; elle s'attaque également aux œufs et petits d'autres oiseaux et peut se nourrir de baies. Elle est assez opportuniste et peut se nourrir de déchets,.

### Reproduction

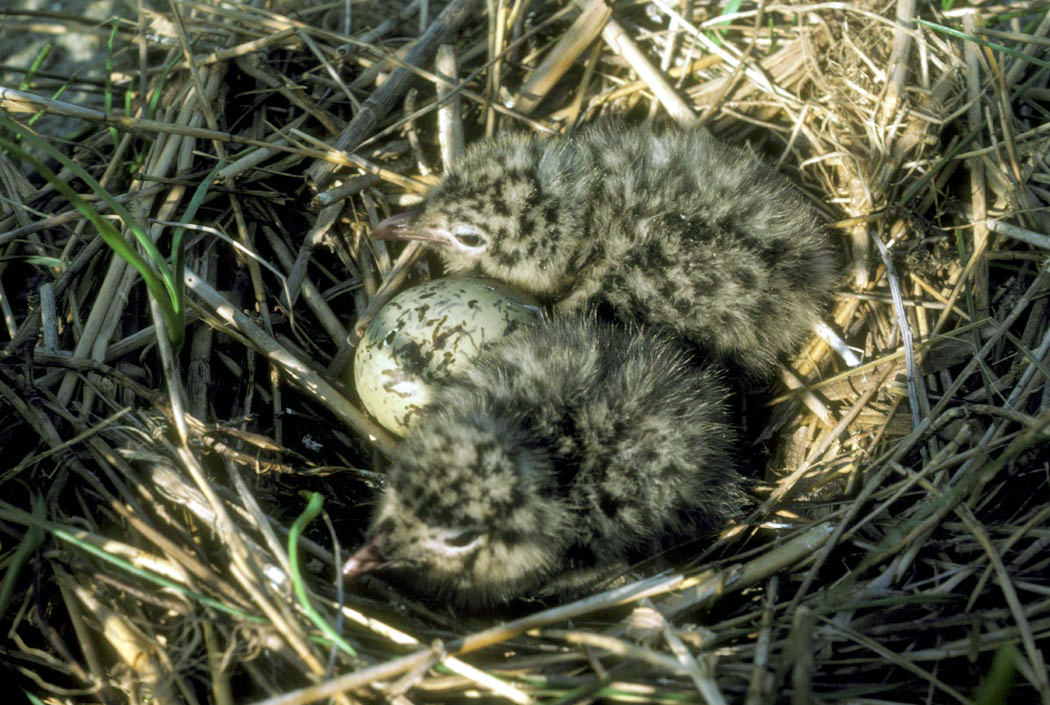
Nichée

La mouette atricille niche en colonies pouvant aller jusqu'à 25 000 couples (mais pouvant également comporter seulement quelques individus). Son nid est placé au sol, et consistué essentiellement d'herbes. La couvée comporte en général 3 œufs, qui éclosent après environ 25 jours (pouvant varier selon le lieu). Nourris par les deux parents, les oisillons sont capable de voler entre 35 et 50 jours après l'éclosion, et quittent la colonie quelques semaines plus tard.

## Systématique
La mouette atricille a été décrite pour la première fois par Carl von Linné en 1758 dans ses Systema naturae, sous le nom Larus atricilla. Ce n'est qu'en 2007 que l'espèce est reclassée dans le genre Leucophaeus, sur la base d'une étude phylogénétique qui divise le genre Larus en plusieurs genres, rattachant notamment la mouette atricille à Leucophaeus (qui comprenait notamment le Goéland de Scoresby),,.
D'après la classification de référence du Congrès ornithologique international (3 août 2025), elle est divisée en deux sous-espèces :
- L. a. megalopterus (Bruch, 1855): Vit en Amérique du Nord, à partir du nord du Mexique. Légèrement plus grande que la sous-espèce nominale.
- L. a. atricilla (Linnaeus, 1758): la sous-espèce nominale. Vit dans l'est du Mexique, l'Amérique centrale et les Caraïbes.

Bien qu'initialement considérées comme des espèces séparées, les deux sous-espèces sont très semblables, et certains auteurs les considèrent comme synonymes.
Des hybrides avec d'autres oiseaux marins comme la Mouette à tête grise, la Mouette rieuse ou le Goéland à bec cerclé ont été rapportés.

## La mouette atricille et l'humain

### Conservation
La mouette atricille est considérée comme une « préoccupation mineure » par l'UICN (3 août 2025), en raison de sa large aire de répartition et sa population en expansion (bien que le nombre exact soit mal connu).

Mouettes atricille à San Salvador (Bahamas).